# 名尾良辰

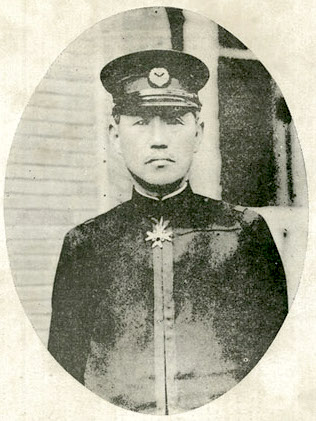
名尾良辰

名尾 良辰（なお よしたつ、1873年（明治6年）6月1日 - 1967年（昭和42年）11月9日）は、日本の朝鮮総督府・内務・警察官僚。政友会系官選秋田県知事、台南州知事。

## 経歴
佐賀県佐賀郡、後の高木瀬村（現佐賀市）出身。佐賀藩新陰流師範・名尾良知の長男として生まれる。佐賀県佐賀中学校を経て、第五高等学校を卒業。1900年7月、東京帝国大学法科大学を卒業。1901年、内務省に入省し警視庁警部となる。1905年11月、文官高等試験行政科試験に合格した。1906年5月、内務省試補・地方局勤務となる。
以後、警視庁警視・巡視官、大分県事務官・警察部長、埼玉県事務官・警察部長、秋田県内務部長、青森県内務部長、静岡県内務部長などを歴任。
1919年4月、秋田県知事に就任。秋田県産業調査会の設置、農政の改革などに尽力。1920年5月の第14回衆議院議員総選挙において、秋田県第二区の政友会候補を不正操作で当選させる事件を起こした。1922年10月、知事を辞職し退官した。
その後、1930年5月から1931年5月まで、台南州知事を務めた。

## 親族
- 妻 名尾きくゐ（男爵山川建の従姉）[1]
- 四男[1] 名尾良孝（参議院議員）